# Holzhausen (Dähre)
Holzhausen ist ein Ortsteil der Gemeinde Dähre im Altmarkkreis Salzwedel in Sachsen-Anhalt.

## Geographie
Holzhausen, ein durch Straßenzüge zerteiltes Rundplatzdorf, liegt etwa acht Kilometer östlich des niedersächsischen Fleckens Bad Bodenteich und 24 Kilometer westlich der Kreisstadt Salzwedel in der Altmark. Im Osten fließt der Grabower Graben.
Im Westen des Dorfes liegen der etwa 104 Meter hohe Driweitzen-Berg (mit einem Funkturm), der etwa 105 Meter hohe Falschheitsberg und der etwa 96 Meter hohe Storeitscher-Berg (Storreitschen-Berg).
Im Norden an der Landesgrenze zu Niedersachsen liegen der Wiewohler Berg mit 88,8 Metern, der Große Aprenberg mit 108 Metern und der 111,3 Meter hohe Kronenberg.

## Geschichte

### Mittelalter bis Neuzeit
Das Dorf wurde im Jahre 1436 erstmals urkundlich als Holthusen erwähnt. Es gehörte den von dem Knesebeck zu Tylsen.
Weitere Nennungen sind 1541 Holthusen, 1608 Holthusen, 1687 Holdhusen und 1804 Holzhausen, ein Dorf mit sieben Halbbauern und einem Schäfer.
Im Jahre 1952 wurde die erste LPG vom Typ III „Freundschaft siegt“ geschaffen.
Auf dem Falschheitsberg stand eine Antennenanlage. Sie wurde unter dem Decknamen LUPINE von der für die Funkaufklärung und Funkabwehr zuständigen Hauptabteilung III der Staatssicherheit der DDR betrieben und diente dem Abhören von Funkverkehr und Richtfunkstrecken in der Bundesrepublik Deutschland. Die Anlage wurde vollständig demontiert.
Seit etwa 1986 bis 1990 befand sich im Ort ein militärischer Standort, in dem Grenzpolizisten und Grenzsoldaten in einer Kaserne untergebracht waren, die „Reservekompanie Holzhausen“ im Grenzkommando Nord der Grenztruppen der DDR.

### Eingemeindungen
Holzhausen gehörte ursprünglich zum Salzwedelischen Kreis der Mark Brandenburg in der Altmark. Von 1807 bis 1813 lag es im Kanton Diesdorf auf dem Territorium des napoleonischen Königreichs Westphalen. Nach weiteren Änderungen kam es 1816 in den Kreis Salzwedel, den späteren Landkreis Salzwedel im Regierungsbezirk Magdeburg in der Provinz Sachsen in Preußen.
Am 1. April 1938 schlossen sich die Gemeinden Markau und Holzhausen im Landkreis Salzwedel zu einer Gemeinde Markhausen zusammen. Die Gemeinde Markhausen wurde wieder aufgelöst, als am 20. Juli 1950 die Gemeinden Markhausen und Wiewohl zur Gemeinde Holzhausen zusammengeschlossen wurden.
Am 25. Juli 1952 wurde die Gemeinde Holzhausen in dem Kreis Salzwedel umgegliedert. Am 1. Juli 1974 wurde die Gemeinde Schmölau aus dem Kreis Salzwedel nach Holzhausen eingemeindet. Am 1. Januar 1991 wurde die Gemeinde Holzhausen aus dem Kreis Salzwedel in die Gemeinde Lagendorf eingemeindet.
Durch die Eingemeindung der Gemeinde Lagendorf in die Gemeinde Dähre am 1. Januar 2009, kam der Ortsteil Holzhausen zur Gemeinde Dähre.
Holzhausen war also von 1938 bis 1950 ein Ortsteil und ist seit 1991 wieder ein Ortsteil.

### Einwohnerentwicklung
| Jahr | Einwohner |
| ---- | --------- |
| 1734 | 29        |
| 1774 | 48        |
| 1789 | 65        |
| 1798 | 40        |
| 1801 | 42        |
| 1818 | 50        |

| Jahr | Einwohner |
| ---- | --------- |
| 1840 | 086       |
| 1864 | 124       |
| 1871 | 118       |
| 1885 | 111       |
| 1892 | [00]116   |
| 1895 | 117       |

| Jahr | Einwohner |
| ---- | --------- |
| 1900 | [00]120   |
| 1905 | 107       |
| 1910 | [00]108   |
| 1925 | 113       |
| 1964 | 282       |
| 1971 | 252       |

| Jahr | Einwohner |
| ---- | --------- |
| 2015 | [00]69    |
| 2018 | [00]60    |
| 2020 | [00]56    |
| 2021 | [00]56    |
| 2022 | [00]57    |
| 2023 | [0]54     |

Quelle, wenn nicht angegeben, bis 1971:

## Religion
Die evangelischen Christen aus Holzhausen gehören zur Kirchengemeinde Lagendorf bei Bonese, die zur Pfarrei Lagendorf gehörte, und heute betreut wird vom Pfarrbereich Osterwohle-Dähre im Kirchenkreis Salzwedel im Bischofssprengel Magdeburg der Evangelischen Kirche in Mitteldeutschland.

## Gedenkstätte
Die Grabstätte auf dem Friedhof von Holzhausen ist für einen unbekannten sowjetischen Bürger, der während des Zweiten Weltkrieges nach Deutschland verschleppt und ein Opfer von Zwangsarbeit wurde.